# Pablo Pineda
Pablo Pineda Ferrer, né en 1974 à Malaga, est un acteur espagnol. Aussi psychopédagogue et instituteur, il est atteint de trisomie 21. Il a reçu la Coquille d'argent du meilleur acteur au Festival de Saint-Sébastien 2009 pour son rôle dans Yo, también, film qui vaut également à Lola Dueñas la Coquille d'argent et le Goya de la meilleure actrice. Dans cette œuvre, il interprète un diplômé universitaire atteint du syndrome de Down, ce qu'il est également dans la vie.

## Biographie
Pablo Pineda vit à Malaga, où il est né et a travaillé pour la municipalité, en tant que conseiller coach à l'emploi auprès de personnes en situation de handicap. Il a obtenu un BA (Bachelor of Arts) en psychopédagogie, devenant le premier étudiant trisomique en Europe à obtenir un diplôme universitaire. Il envisage désormais une carrière dans l'enseignement. Pablo Pineada travaille depuis 2010 avec la société Adecco sur la sensibilisation des entreprises autour du handicap. En 2013, il publie "le Défi d’apprendre" ("el Reto de aprender") et présente la même année le programme de télévision espagnole "Piensa en positivo" consacré au handicap.